# 权力的游戏 (桌上游戏)
權力的遊戲（英語：A Game of Thrones），是一個由克里斯蒂安‧皮特森（Christian T. Petersen）所設計，公司在2003年發售的德式桌上遊戲。2003年版本是基於喬治‧R‧R‧馬丁所撰的《冰與火之歌》設計的；2004年發售的擴充版則是參照《列王的紛爭》，2006年擴充版參照《冰雨的風暴》。2004年，本遊戲獲得了2003年度原創獎中的「最佳傳統棋類遊戲」（Best Traditional Board Game）、「最佳圖版遊戲」（Best Board Game），以及「2003年最佳遊戲設計」（Best Board Game Design for the year 2003）三個獎項

## 可使用的家族
- 艾林
- 拜拉席恩
- 葛雷喬伊
- 蘭尼斯特
- 馬泰爾
- 史塔克
- 提利爾